# The Independent
Pour les articles homonymes, voir The Independent (homonymie).
Pour l’article ayant un titre homophone, voir Indépendant.
The Independent /ði ɪndɪˈpɛndənt/ (litt. L'Indépendant, en anglais) est un quotidien généraliste britannique fondé en 1986 au format tabloïd. Il est connu pour la qualité de ses enquêtes. Sa ligne éditoriale est considérée comme de centre gauche et pro-européenne. Depuis mars 2016, le journal est exclusivement disponible sur internet.
En 2010, le journal est racheté par Alexander Lebedev. Ce rachat, par un homme d'affaires russe, ancien officier du KGB installé au Royaume-Uni, suscite de sérieuses interrogations,. En 2019, la presse révèle que son fils, Evgueni Aleksandrovitch Lebedev, a vendu 30 % du capital au Sultan Mohamed Abuljadayel. Abduljadayel est très proche du gouvernement d'Arabie saoudite,. Dans un communiqué, le gouvernement britannique critique la vente d'un journal majeur de façon douteuse et opaque. Le gouvernement britannique envisage d'aller en justice pour tenter de faire annuler la vente. Evgueni Lebedev affirme qu'on ne trouvera rien à lui reprocher, puisqu'il n'a rien fait d'illégal.

## Histoire
La société Newspaper Publishing, qui édite le journal The Independent, est fondée en 1986. Le quotidien, publié à partir d'octobre de la même année, est dirigé par Andreas Whittam Smith (en). Trois ans plus tard, il est vendu quotidiennement à 395 000 exemplaires et réalise un bénéfice annuel de trois millions de livres. Il dispose de dix-sept bureaux à l'étranger et emploie des rédacteurs chevronnés comme le chroniqueur politique Peter Jenkins (en), le grand reporter Robert Fisk, l'historien Peter Hennessy et le critique littéraire Auberon Waugh,.
The Independent on Sunday, son édition dominicale, est lancée en janvier 1990 et dirigée par Stephen Glover (en).
Le journal, originellement publié en format broadsheet (grand format), passe en septembre 2003 au format tabloïd, terme auquel la rédaction du journal préfère celui de « compact », censé différencier qualitativement The Independent des journaux populaires habituellement publié au format tabloïd. Il est le premier des journaux « sérieux » à faire cette transition, suivi par le Times et le Guardian, le format « tabloïd » étant plus commode pour la lecture dans les transports en commun.
En mars 2010, le journal est racheté pour une livre symbolique par l'oligarque russe Alexandre Lebedev, déjà propriétaire de l'Evening Standard. Il doit recevoir du vendeur, Independent News & Media, 9,25 millions de livres (10,3 millions d'euros) pour apurer les dettes.
En février 2016, il annonce la fin de son édition papier pour le 28 mars 2016. Au même moment, The Independent annonce la vente de son édition au groupe de presse Johnston Press (en), pour 24 millions de livres. Cette fin de l'édition papier s'accompagne de la suppression d'une centaine de postes et de l'embauche d'environ vingt-cinq nouveaux employés. Le journal a alors une diffusion papier d'environ 54 000 exemplaires lors de cette annonce contre 400 000 exemplaires à son apogée, dans les années 1990. En revanche, chaque mois, 58 millions d'utilisateurs uniques le lisent sur internet. The Independent est le premier quotidien britannique généraliste à devenir un journal intégralement en ligne. Cette conversion a lieu dans un contexte de difficultés pour les quotidiens britanniques, qui ont perdu 30 % de leur audience sur les cinq années passées.
Le 24 janvier 2019 marque le lancement d'Independent Arabia (en arabe : إندبندنت عربية) à la suite d'un contrat de licence entre la marque de presse britannique et le groupe de médias saoudien SRMG. Adhwan al-Ahmary est nommé rédacteur en chef du site. The Independent Arabia est toutefois très lié à l'Arabie saoudite, faisant notamment de l'Iran sa principale cible.

## Ligne éditoriale
Ce journal est considéré comme de centre gauche. Il adopte des positions pro-européennes et progressistes sur le plan sociétal.